# Fokusvariation
Die Fokusvariation, auch Shape-from-(de)focus genannt, ist eine Methode, um bei Optiken mit limitierter Schärfentiefe ein Bild mit voller Schärfentiefe und 3D-Information des Objektes zu gewinnen. Dies kann für Messungen der Oberflächentopografie verwendet werden. Die Methode wird auch mit aktiver Beleuchtung kombiniert um auch strukturarme, beispielsweise spiegelnde, Flächen zu vermessen.

## Algorithmus
Der Algorithmus beinhaltet folgende Schritte:
1. Zuerst werden Bilder mit unterschiedlichem Fokus aufgenommen.
2. Danach wird für jeweils eine Gruppe benachbarter Bildpunkte die Schärfe auf den einzelnen Bildern bestimmt.
3. Der Punkt mit der besten Schärfe bestimmt die scharf abgebildete Textur. Auch kann mit der Information, auf welcher Entfernung dieser Punkt scharf abgebildet wurde, die Tiefeninformation bestimmt werden.

## Anwendungsbereiche
Diese Technologie kann bei Optiken mit niedriger Vergrößerung (Makro-Objektiv) bis hin zu Optiken mit sehr hoher Vergrößerung (Mikroskop mit 5000×) verwendet werden. Im Speziellen kann mit dieser Methode die Topografie der Oberfläche einer Probe so genau gemessen werden, dass Messungen der Rauheit und Geometrie möglich sind.
Bei der Topographiemessung mittels Fokusvariation kann die Probe nicht nur koaxial, sondern auch mit einem Ringlicht beleuchtet werden. Dies führt dazu, dass die maximal mögliche Neigung der Probe nicht durch die numerische Apertur des Objektives beschränkt ist.

## Normierung
Die Fokusvariation wird unter anderem in der Norm DIN EN ISO 25178-2 als eine mögliche Methode zur Messung der Oberflächenrauheit beschrieben. Der Normentwurf DIN EN ISO 25178-606 beschreibt zudem metrologischen Merkmale von Mikroskopen mit Fokusvariation zur Messung für die Erstellung von Abbildern der Oberflächentopographie.